# Stadio del Centro sportivo universitario di Shenzhen
Lo stadio del Centro sportivo universitario di Shenzhen (深圳大運體育中心T, 深圳大运体育中心S, Shēnzhèn Dàyùn Tǐyù ZhōngxīnP; in inglese Shenzhen Universiade Sports Centre), conosciuto anche come, stadio del Centro sportivo universitario di Longgang o stadio Longgang, è uno stadio multiuso situato nel distretto di Longgang a Shenzhen, nella regione di Guangdong, in Cina.
È soprannominato Pietra di cristallo per la sua struttura a forma di cristallo intarsiato.

## Caratteristiche
Il progetto di riqualificazione del distretto di Longgang è stato commissionato allo studio di architettura tedesco Von Gerkan, Marg and Partners.
Oltre allo stadio multiuso di capienza superiore ai 60.000 posti, il progetto prevedeva anche la realizzazione di una palestra di 18.000 posti e una piscina di 3.000 posti a sedere.

## Utilizzo
L'impianto è stato inaugurato nel 2011 per ospitare le gare di atletica leggera, nuoto e pallacanestro della XXVI Universiade.
Ha ospitato le edizioni 2018 e 2019 della Supercoppa francese di calcio
Dal 31 agosto al 15 settembre 2019 sarà uno degli stadi che ospiteranno la FIBA World Cup di pallacanestro.